# La Forêt
La Forêt è il quarto album in studio del gruppo musicale statunitense Xiu Xiu, pubblicato nel 2005.

## Tracce
1. Clover – 5:13
2. Muppet Face – 3:25
3. Mousey Toy – 3:29
4. Pox – 4:10
5. Baby Captain – 3:43
6. Saturn – 3:21
7. Rose of Sharon" (Grey Ghost Version) – 5:05
8. Ale – 5:41
9. Bog People – 3:21
10. Dangerous You Shouldn't Be Here – 3:53
11. Yellow Raspberry – 3:06